# Anthurium macrolonchium
Anthurium macrolonchium är en kallaväxtart som beskrevs av Luis Aloysius, Luigi Sodiro. Anthurium macrolonchium ingår i släktet Anthurium och familjen kallaväxter. Inga underarter finns listade.